# Discomycetes
En Discomycetes aparecen muchos de los hongos clasificados como trufas o que viven en simbiosis con algas en forma de líquenes.
Un rasgo común del grupo es la formación de ascas. Hay muchas dificultades taxonómicas tanto en la clasificación dentro del grupo como en la proximidad a otros filos.